# Wiaczesław Sielin
Wiaczesław Walentinowicz Sielin (ros. Вячеслав Валентинович Селин, ur. 8 lipca 1981 w Woskriesiensku) – rosyjski szpadzista, srebrny medalista mistrzostw świata.
Podczas mistrzostw świata w Lizbonie w 2002 roku Rosjanie w składzie: Pawieł Kołobkow, Siergiej Koczetkow, Aleksiej Sielin i Wiaczesław Sielin zdobyli srebrny medal w zawodach drużynowych. W rywalizacji indywidualnej zajął tam 71. miejsce. Był też 10. drużynowo i 67. indywidualnie na mistrzostwach świata w Nîmes w 2001 roku.
Nigdy nie wziął udziału w igrzyskach olimpijskich.